# Trietilammina
La trietilammina è un'ammina con formula N(CH2CH3)3, spesso indicata comunemente nella forma abbreviata Et3N. Soventemente viene indicata anche con la forma abbreviata TEA, che però non deve essere confusa con la trietanolammina che possiede la stessa abbreviazione.
A temperatura ambiente si presenta come un liquido incolore dall'odore pungente di pesce avariato; rappresenta la più semplice ammina terziaria simmetrica liquida in condizioni ambientali. Trova comunemente utilizzo nella sintesi organica.

## Usi
La trietilammina è comunemente utilizzata nella sintesi organica sfruttandone la basicità, come nel caso della sintesi degli esteri e delle ammidi a partire da cloruri acilici dove il suo ruolo consiste nel neutralizzare l'acido cloridrico formatosi portando così a completamento la reazione:
R2NH + R'C(O)Cl + Et3N → R'C(O)NR2 + Et3NH+Cl-
Similmente alle altre ammine terziarie, catalizza la formazione delle schiume uretaniche e delle resine epossidiche. È utile anche nelle reazioni di deidroalogenazione e nelle ossidazioni di Swern. I sali di ammonio quaternario prodotti dalla trietilammina sono utilizzati come ausiliari tessili, inoltre la trietilammina è un intermedio per la sintesi di diversi composti chimici, tra cui farmaci e pesticidi.